# HMS Oribi
Lo HMS Oribi (pennant number G66) fu un cacciatorpediniere della Royal Navy britannica appartenente alla classe O, entrato in servizio nel luglio 1941.
Nel corso della seconda guerra mondiale il cacciatorpediniere operò in vari teatri bellici, prendendo parte ad azioni nel mar Mediterraneo (operazioni Halberd e Torch) e allo sbarco in Normandia, ma servendo principalmente come unità per la scorta ai convogli di mercantili nel corso della battaglia dell'Atlantico e durante le operazioni sulla rotta artica.
Nell'immediato dopoguerra la nave fu ceduta alla Turchia, entrando in servizio con la Marina militare turca sotto il nome di Gayret; radiata dal servizio nel 1965, fu successivamente avviata alla demolizione.

## Storia

### Entrata in servizio e prime operazioni
Ordinata il 3 settembre 1939 ai cantieri della Fairfield Shipbuilding and Engineering Company di Govan, la nave fu impostata il 15 gennaio 1940 e quindi varata il 14 gennaio 1941; destinato inizialmente a essere battezzato con il nome di Observer ("osservatore" in lingua inglese), in ragione del fatto che la costruzione della nave era stata sponsorizzata dal governo del Sudafrica il cacciatorpediniere fu invece designato con il nome di Oribi, una specie di antilope sudafricana, prima e unica unità della Royal Navy a portare questo nome. La nave entrò quindi in servizio il 5 luglio 1941 in forza alla 6th Destroyer Flotilla della Home Fleet, venendo dislocata nella base di Scapa Flow.
Tra il 4 e il 17 agosto l'Oribi fece parte della scorta della nave da battaglia HMS Prince of Wales salpata da Scapa Flow con a bordo il primo ministro Winston Churchill, diretto alla base di Argentia nel Dominion di Terranova per un incontro con il presidente degli Stati Uniti d'America Franklin D. Roosevelt nel corso del quale venne firmata la Carta Atlantica. Dopo lavori di messa a punto svolti all'inizio di settembre, il 17 settembre il cacciatorpediniere fece parte di un grosso scaglione della Home Fleet inviato a scortare un convoglio di rifornimenti diretto a Malta (operazione Halberd); la missione sfociò in vari scontri aero-navali con le forze italiane nel Mediterraneo occidentale tra il 24 e il 30 settembre, con l'Oribi che, il 27 settembre, dovette provvedere all'evacuazione e all'affondamento del mercantile Imperial Star, rimasto mortalmente danneggiato in un attacco di aerosiluranti italiani. Vari attacchi aerei ai danni del cacciatorpediniere furono invece evitati senza danni, e ai primi di ottobre l'Oribi tornò a Scapa Flow dove entrò in forza alla 17th Destroyer Flotilla.
Il 24 novembre 1941 l'unità si trasferì in Islanda per unirsi alla scorta del convoglio PQ 5, uno dei "convogli artici" diretti dal Regno Unito ai porti della Russia settentrionale carichi di aiuti militari per i sovietici; la missione fu portata a termine senza incidenti e il cacciatorpediniere fece ritorno a Scapa Flow il 12 dicembre seguente. Tra il 23 e il 28 dicembre invece l'Oribi partecipò all'operazione Archery, una vasta incursione di British Commandos contro postazioni tedesche a Vågsøy in Norvegia: in particolare, il 26 dicembre l'unità partecipò al bombardamento preliminare delle difese nemiche per poi sbarcare a terra un centinaio di commandos, per poi abbordare due navi scorta tedesche a bordo delle quali furono rinvenuti importanti materiali per la decodifica del codice "Enigma" usato dalla Wehrmacht.

### I convogli artici e la battaglia dell'Atlantico
Il 23 febbraio 1942 l'Oribi tornò alla scorta dei convogli artici accompagnando il convoglio PQ 12 diretto a Murmansk; a causa delle pessime condizioni meteo il cacciatorpediniere subì gravi danni a prua per l'urto con formazioni di ghiaccio, mentre due membri dell'equipaggio persero la vita dopo essere stati sbalzati fuoribordo dal mare in tempesta. Dopo lavori di riparazione svolti a Murmansk, l'Oribi salpò il 23 marzo di scorta al convoglio QP 9 diretto dal porto russo verso il Regno Unito, unendosi poi il 29 marzo al convoglio PQ 13 che dirigeva sulla rotta opposta. L'unità salpò nuovamente da Murmansk il 10 aprile di scorta al convoglio QP 10, giungendo a Reykjavík il 21 aprile seguente dopo aver evitato senza danni alcuni attacchi di U-Boot tedeschi durante la traversata; dopo aver scortato il convoglio QP 11 alla fine di aprile e il PQ 16 alla fine di maggio, l'Oribi fu messo in cantiere a Immingham per lavori di manutenzione protrattisi fino al 13 settembre 1942, quando tornò in servizio con la Home Fleet.
Alla fine di ottobre 1942 l'Oribi fu assegnato alla flotta d'invasione incaricata di supportare lo sbarco dei reparti anglo-statunitensi in Nordafrica (operazione Torch); nel corso del trasferimento a Gibilterra, il 3 novembre il cacciatorpediniere abbordò in Atlantico il mercantile portoghese Gil Eannes sospettato di trasportare una spia tedesca a Lisbona. Tra l'8 e il 25 novembre l'Oribi operò come unità di scorta per i gruppi da battaglia della Force H di Gibilterra intenti a supportare gli sbarchi alleati in Algeria, per poi rientrare a Scapa Flow alla fine del mese per riprendere con le missioni di scorta ai convogli artici. Il 25 dicembre il cacciatorpediniere si unì alla scorta del convoglio JW 51B diretto a Murmansk, ma durante la traversata incappò in una bufera di neve che mise fuori uso la girobussola di bordo e gli fece perdere il contatto con il resto del convoglio; la nave arrivò per conto proprio a Murmansk ai primi di gennaio 1943, ma mancò la partecipazione alla battaglia del mare di Barents come invece accadde al resto della scorta del JW 51B.
Rientrato a Scapa Flow alla fine di gennaio 1943, il cacciatorpediniere operò ancora come scorta a distanza per il convoglio RA 52 in arrivo da Murmansk per poi sottoporsi tra febbraio e marzo a lavori di manutenzione a Kingston upon Hull. Al suo rientro in servizio l'Oribi fu assegnato alla scorta dei convogli mercantili in Atlantico come parte del 3rd Support Group di stanza a Londonderry. Nei mesi seguenti l'unità accompagno vari convogli nelle loro traversate atlantiche, affrontando spesso avverse condizioni meteo e attacchi dei sommergibili tedeschi; tra il 29 aprile e il 6 maggio l'Oribi prese parte alla battaglia del Convoglio ONS-5, nel corso della quale avvistò con il radar e speronò il sommergibile U-125 poi affondato dal fuoco della corvetta HMS Snowflake.

### Canale de La Manica e ultimi avvenimenti
L'Oribi lasciò in servizio in Atlantico alla metà di ottobre 1943, quando tornò alle operazioni nel teatro artico scortando una formazione di unità anglo-statunitensi diretta a trasportare truppe e rifornimenti per la guarnigione di Spitsbergen; distaccato per condurre esercitazioni anfibie nella zona di Plymouth, il 27 novembre il cacciatorpediniere rimase danneggiato nella collisione con una nave trasporto truppe e dovette sostenere lavori di riparazione a Falmouth protrattisi fino all'inizio di febbraio 1944. Tra la fine di febbraio e la metà di aprile 1944 l'Oribi operò varie volte come unità di scorta per i convogli diretti in Russia, per poi essere spostato a Plymouth per operare nel canale de La Manica in preparazione allo sbarco in Normandia; il 26 aprile la nave ingaggiò delle S-Boot tedesche che avevano attaccato navi da trasporto alleate intente a esercitarsi negli sbarchi anfibi nella zona di Lyme Bay lungo la costa meridionale dell'Inghilterra (operazione Tiger).
Durante gli eventi dell'operazione Overlord in Normandia avviata il 6 giugno 1944 l'Oribi operò come unità di scorta lungo il fianco orientale della flotta d'invasione, scontrandosi con gruppi di motosiluranti tedesche il 9 giugno al largo di Boulogne e il 31 luglio davanti a La Poterie-Cap-d'Antifer, mentre il 3 luglio affondò, in collaborazione con altre unità britanniche, il sommergibile U-1191 a sud-ovest di Brighton con un lancio di bombe di profondità; la nave lasciò infine la zona della Manica ai primi di settembre e, dopo lavori di manutenzione a Cardiff, tornò in forza alla Home Fleet nella base di Scapa Flow per riprendere con le missioni di scorta ai convogli di rifornimenti sulla rotta artica. All'inizio del gennaio 1945 l'Oribi fu impiegato in missioni di scorta e pattugliamento anti-sommergibili nella zona degli approcci occidentali alle isole britanniche e nel Mare del Nord; alla conclusione della guerra nel maggio 1945 fece parte della forza navale britannica inviata a rioccupare Copenaghen.
Nell'immediato dopoguerra il cacciatorpediniere svolse incarichi di sorveglianza nel mar Baltico, per poi essere ritirato dal servizio e posto in riserva nel gennaio 1946; lo stesso anno il governo britannico decise di cederlo alla Turchia, come compensazione per la perdita del cacciatorpediniere HMS Ithuriel (un'unità turca in costruzione nei cantieri britannici ma requisita dalla Royal Navy allo scoppio della guerra e quindi danneggiata in azione senza possibilità di essere riparata). La nave entrò quindi in servizio nella Marina militare turca con il nome di Gayret il 18 giugno 1946, prestando servizio con i nuovi proprietari fino al 1965 quando fu radiata e avviata alla demolizione.